# Дългокрака петроика
Дългокраката петроика (Petroica australis) е вид птица от семейство Petroicidae.

## Разпространение
Видът е разпространен в Нова Зеландия.